# Фукбрюн
Фукбрю́н (фр. Fouquebrune) — коммуна во Франции, находится в регионе Пуату — Шаранта. Департамент — Шаранта. Входит в состав кантона Вильбуа-Лавалет. Округ коммуны — Ангулем.
Код INSEE коммуны — 16143.
Коммуна расположена приблизительно в 410 км к юго-западу от Парижа, в 120 км южнее Пуатье, в 14 км к югу от Ангулема.

## Население
Население коммуны на 2008 год составляло 654 человека.
| 1962 | 1968 | 1975 | 1982 | 1990 | 1999 | 2008 |
| ---- | ---- | ---- | ---- | ---- | ---- | ---- |
| 458  | 450  | 457  | 573  | 670  | 634  | 654  |

## Экономика
В 2007 году среди 451 человек в трудоспособном возрасте (15—64 лет) 333 были экономически активными, 118 — неактивными (показатель активности — 73,8 %, в 1999 году было 73,8 %). Из 333 активных работали 318 человек (167 мужчин и 151 женщина), безработных было 15 (6 мужчин и 9 женщин). Среди 118 неактивных 31 человек были учениками или студентами, 63 — пенсионерами, 24 были неактивными по другим причинам.

## Достопримечательности
- Приходская церковь Сен-Морис
- Руины церкви Нотр-Дам (XII век). Памятник истории с 1926 года[3]

## Фотогалерея
- Церковь Сен-Морис
- Церковь Нотр-Дам
- Мэрия